# Romarrikets internationalisering
Romarrikets internationalisering innebar att romarriket bredde ut sig över flera olika kultursfärer; det skulle komma att få stor betydelse för rikets inre utveckling från kejsartidens inledning år 27 f.Kr. till Västroms fall år 476 e.Kr.
När den romerska republiken grundades år 509 f.Kr. var Rom bara en stadsstat och romarna bara ett av många olika folkslag i det som nu är Italien. Men allteftersom riket utvidgades kom fler och fler folkgrupper att befolka det växande imperiet. Under storhetstiden utbredde sig Romarriket över hela Medelhavsområdet och stora delar av Västeuropa, Balkan, Nordafrika och delar av Mellanöstern.

## Allmän kulturell och språklig utveckling
När det gäller befolkningen i nuvarande Italien styrde romarna dem inledningsvis med "söndra och härska"-principen. Vissa grupper fick större privilegier än andra för att på så sätt försvåra ett enat motstånd. Trots detta förekom flera stora uppror som romarna hade stora problem att slå ner. Så småningom utvidgades medborgarrätten, och under 80-talet f.Kr. fick alla fria män på Apenninska halvön som bodde söder om floden Po romerskt medborgarskap.
De grekiska kolonistäderna i Syditalien och Sicilien hade erövrats redan på 270-talet f.Kr., och år 148 f.Kr. införlivades det egentliga Grekland i imperiet. Därmed kom romarna i kontakt med den hellenistiska kultursfären. Romarna som tidigare betraktat sig som överlägsna andra folkgrupper blev imponerade av grekernas högtstående kultur, och de flesta romare i överklassen lärde sig snabbt grekiska. Inflytandet från grekerna blev så stort att riket så småningom fick två officiella språk, latin och grekiska. Latinet kom att bli det talade språket i väst, medan grekiskan dominerade i öst. I förlängningen innebar denna utveckling att riket kom att delas i två kultursfärer vilket blev en starkt bidragande orsak till att Romarriket permanent delades i slutet av 300-talet.
En fråga som debatterats flitigt bland historiker är hur "romaniserade" de erövrade provinserna blev. När det gäller utvecklingen i Italien verkar det som om etrusker, latinare, Samniter m.fl. efterhand blev helt romaniserade och således blev en del av det romerska folket. Men hur såg det ut i provinserna utanför Italien? Medborgarrätten fortsatte att utvidgas under de första århundradena e.Kr. Under kejsar Caracallas regeringstid under 200-talet blev till sist alla fria män medborgare i det romerska imperiet.
Fast betyder det att greker, galler, egyptier, berber, fenicier med flera själva såg sig som romare ? Eller var den kraftiga utvidgningen av medborgarrätten ett bevis på att imperiet inte var "romerskt" längre ? Uppror mot centralmakten förekom emellanåt såväl före kejsartiden som under kejsartiden, även efter att allmän medborgarrätt införts, vilket tyder på att romaniseringen inte gått så långt, åtminstone inte överallt.
När historiker försökt besvara denna komplicerade fråga verkar det allmänt som att rikets västra delar blev betydligt mer romaniserade än de östra. Italienska, franska och spanska är alla romanska språk, d.v.s. de har sitt ursprung i latin. Åtminstone några hundra år e.Kr. verkar det som om latinet hade "erövrat" rikets västra delar och var det talade språket hos flertalet. När Västrom kollapsade i slutet av 400-talet utvecklades latin i olika riktningar i de olika regionerna vilket så småningom blev franska, italienska och spanska. Som exempel på romaniseringsprocessen kan nämnas Spanien där delar av befolkningen under närmare 200 år förde ett gerillakrig mot romarna innan man under 100-talet verkar ha accepterat romarna. Därefter tog man över många av romarnas traditioner.
I öster slog som nämnts tidigare aldrig latinet igenom utan grekiskan var det dominerande språket. Några stora "romaniseringskampanjer" verkar inte förekommit, tvärtom tog romarna själva djupa intryck av den grekisk/hellenistiska kulturen och blev åtminstone delvis "helleniserade". Redan i samband med Augustus seger över Marcus Antonius och Kleopatra i inbördeskriget år 31-30 f.Kr. hyste romarna den största respekt för det nyerövrade Egypten med sin redan då 3000-åriga historia och som även var det största grekiska riket. (Kleopatra var i rakt nedstigande led släkt med Alexander den stores general Ptolemaios) Att romarna påverkades av den hellenistiska kulturen betyder dock inte att greker, egyptier m.fl. utan vidare accepterade den romerska överhögheten. Så pass sent som på 200-talet ägde ett stort uppror rum i Syrien men från 300-talet verkar man i stort sett ha accepterat Roms överhöghet även i den östra riksdelen.
När Romarriket permanent delades i slutet av 300-talet (Östrom och Västrom) var detta i praktiken ett bevis på att riket delats i två kulturella sfärer, en västlig där latinet dominerade och en starkt grekiskinfluerad östlig del. Redan det Romarrike som reste sig efter krisen på 200-talet var till stora delar ett annorlunda rike än det som Augustus regerade över. En förvandling som var ett resultat av att riket påverkas av så många influenser både inom riket och utifrån samt kristendomens framväxt.

## Kejsarens roll ändras
När Julius Caesar mördades år 44 f.Kr. var den främsta anledningen att de ledande senatorerna fruktade diktatorns kungaambitioner. Republikanerna såg med avsmak på monarkerna i Mellanöstern som var enväldiga och hade en gudaliknande status. Likväl införde Octavianus (Augustus) kejsardöme år 27 f.Kr. men lyckades undvika senatorernas vrede genom att dölja det faktiska införandet av monarki bakom en republikansk kuliss. Illusionen om att republiken fortfarande fanns kvar levde kvar under Augustus närmaste efterträdare men efterhand utvecklades det romerska kejsardömet i samma riktning som senatorerna som mördade Caesar hade varit rädda för. Kejsaren fick en allt mer gudaliknande status och så småningom utvecklades ett stort hov runt denne. Detta var helt i linje med hur kungadömena i Romarrikets omvärld såg ut. Romarriket skulle aldrig mer bli republik och de romerska kejsarna skulle få efterföljare i form av till exempel de tysk-romerska kejsarna och tsardömet i Ryssland. Den livsstil som Caesars mördare avskydde så segrade därmed och den utvecklingen hade knappast varit möjlig utan de starka impulsererna från österlandet.
Från början ansågs det självklart att kejsaren skulle komma från Italien men detta ändrades efterhand. Trajanus (reg 98-117) som kom från Spanien blev den förste kejsaren som inte hade sina rötter i Italien. Efter Trajanus var det faktiskt sällsynt att kejsaren kom från Italien. I stället hämtades de från olika delar av riket och hade en rad olika nationaliteter. Konstantin den store t.ex. kom från nuvarande Serbien och Septimius Severus som troligen var berb blev i slutet av 100-talet den förste afrikanen på den romerska kejsartronen.
Imperiets storlek och starka yttre hot under 200-talet (se Principatet) bidrog också till att provinserna utanför Rom fick allt större betydelse. Kejsarna reste mycket och Roms betydelse som rikets självklara centrum minskade. Medan kejsarna under den tidiga kejsartiden tillbringade mesta delen i Rom ansåg kejsarna i det senantika Rom att deras viktigaste uppgift var att trygga rikets gränser som var hårt ansatta under 200-talet. Det var en av anledningarna till att kejsarna från och med 200-talet i snabbt ökande omfattning värvade utländska trupper, framförallt germaner. De värvade trupperna fick alltmer makt och i mitten av 300-talet var inte ens krigsmakten särskilt "romersk" längre. Hälften av generalerna var till exempel germaner. På sikt underminerades kejsarens makt kraftigt och under slutet av det Västromerska rikets historia var kejsarna i praktiken bara marionetter till mäktiga germangeneraler. En enorm förändring jämfört med Romarrikets glansdagar då kejsaren i praktiken varit enväldig. Något överraskande blev emellertid aldrig någon german romersk kejsare med tanke på hur stort inflytande de germanska generalerna fick efterhand.
I öst var situationen annorlunda. Den Östromerske kejsaren var förvisso inledningsvis beroende av germanska trupper men dessa fick aldrig samma inflytande som i väst. Därför kunde kejsaren behålla sin makt ända fram till rikets fall år 1453 (se Bysantinska riket).